# Komorbiditet
Komorbiditet eller samsjuklighet är i medicin och i psykiatri antingen:
- närvaron av en eller flera sjukdomar eller diagnoser förutom en primär diagnos[2] eller
- effekten av sådan ytterligare sjukdom eller diagnos.
- samsjuklighet kallas även för dubbeldiagnos eller komorbiditet och innebär att en person lider av mer än ett hälsotillstånd.